# Aeroporto de Alert
O Aeroporto de Alert (IATA: YLT, ICAO: CYLT) é o aeroporto permanente mais setentrional do mundo, localizado em Alert, Nunavut, Canadá, a aproximadamente 830 km do Polo Norte geográfico. É operado pelo Departamento de Defesa Nacional do Canadá e é parte da Estação de Forças Canadense de Alert.
Uma estação meteorológica foi fundada no lugar em 1950, e em 1957 a construção começou nas facilidades militares, continuando em uso até os dias de hoje.

## Instalações
Existem trailers que são equipamentos de radar e navegação, que podem ser movimentadas pelo aeroporto.

As operações da equipe de resgate do aeroporto são realizadas por um caminhão de bombeiros ARFF, feito pela KME/Fort Garry em 2012.

## Incidentes
Ocorreram dois acidentes nas facilidades do aeródromo desde o início de suas operações.
- 31 de julho de 1950 - Um Avro Lancaster AG-965 da Força Aérea Real do Canadá caiu em um voo de reabastecimento, matando todos as 9 pessoas no avião (membros da tripulação e passageiros). [3][4]
- 30 de outubro de 1991 - O Boxtop 22, um C-130 Hercules de Trenton cai em uma missão de reabastecimento, matando as 5 pessoas que estavam a bordo.[3]